# Dar Şūfīān
Dar Şūfīān (persiska: در صوفیان) är en ort i Iran.   Den ligger i provinsen Nordkhorasan, i den nordöstra delen av landet, 600 km öster om huvudstaden Teheran. Dar Şūfīān ligger 1 576 meter över havet och antalet invånare är 338.
Terrängen runt Dar Şūfīān är lite bergig. Runt Dar Şūfīān är det ganska glesbefolkat, med 27 invånare per kvadratkilometer. Närmaste större samhälle är Bojnourd, 14,7 km norr om Dar Şūfīān. Omgivningarna runt Dar Şūfīān är i huvudsak ett öppet busklandskap.